# 小亮苞蒿
小亮苞蒿（学名：Artemisia mairei）是菊科蒿属的植物，是中国的特有植物。分布于中国大陆的云南等地，生长于海拔2,200米至3,600米的地区，一般生于附近的山坡与路旁，目前尚未由人工引种栽培。